# Schweizer Tanz- und Choreografiepreis
Der Schweizer Tanz- und Choreografiepreis war während zehn Jahren (2002–2011) der wichtigste Preis für künstlerischen Tanz in der Schweiz.
Der Preis wurde jährlich von der Stiftung Corymbo in Zusammenarbeit mit dem Verein Pro Tanz vergeben und war mit 30'000 Franken dotiert. Mit dem Preis wurden Leistungen von Persönlichkeiten aus der Schweizer Tanzszene anerkannt, die über mehrere Jahre den Tanz in der Schweiz gefördert haben. Mit dem neuen Kulturförderungsgesetz von 2012 übernimmt der Bund diese Aufgabe. Die Schweizer Tanzpreise werden ab 2013 alle zwei Jahre vergeben.

## Preisträger
- 2011: Laurence Yadi und Nicolas Cantillon
- 2010: Anna Huber
- 2009: Martin Zimmermann und Dimitri de Perrot
- 2008: Guiherme Botelho, mit der Alias Compagnie
- 2007: Béatrice Jaccard und Peter Schelling, Compagnie Drift
- 2006: Foofwa d’Imobilité (alias Fédéric Gafner)
- 2005: Thomas Hauert mit der Cie. ZOO
- 2004: Philippe Saire
- 2003: Fumi Matsuda
- 2002: Noemi Lapzeson